# Prionostemma (roślina)
Prionostemma Miers – rodzaj roślin należący do rodziny dławiszowatych (Celastraceae R. Br.). Obejmuje co najmniej 4 gatunki występujące naturalnie w Ameryce Środkowej i Południowej, w strefie międzyzwrotnikowej Afryki oraz w Indiach.

## Morfologia
PokrójLiany o nagich lub owłosionych pędach.
LiścieNaprzeciwległe, całobrzegie, rzadko są ząbkowane.
KwiatyZebrane w kwiatostany. Kwiaty są obupłciowe. Korona jest zrosłopłatkowa lub złożona z około 5 płatków.
OwocePodłużnie spłaszczone torebki.

## Biologia i ekologia
Występuje w lasach oraz na sawannach.

## Systematyka
Pozycja i podział według APWeb (2001...)
Rodzaj należący do rodziny dławiszowatych (Celastraceae R. Br.), rzędu dławiszowców (Celestrales Baskerville), należącego do kladu różowych w obrębie okrytonasiennych.
Wykaz gatunków
| - Prionostemma aspera (Lam.) Miers - Prionostemma delagoensis (Loes.) N.Hallé - Prionostemma fimbriata (Exell) N.Hallé - Prionostemma unguiculatum (Loes.) N. Hallé |